# Engineering & Technology
Engineering & Technology (E&T) é uma revista de ciência, engenharia e tecnologia publicada pelo Institution of Engineering and Technology (IET) no Reino Unido. A revista é publicada em 21 exemplares por ano, e distribuído para mais de 150.000 membros do IET.
A revista resultou da combinação do Institution of Electrical Engineers e a Institution of Incorporated Engineers em 31 de março de 2006. Ambas organizações tinham suas próprias revistas entregues a membros. Engineering & Technology é uma mistura da IEE Review mensal e a Engineering Technology da IIE. Em janeiro de 2008, a IET combinou sete revistas bimestrais na revista mensal E&T para criar uma revista quase quinzenal com uma paginação maior.
O Editor-in-Chief da E&T e as outras revistas da IET que inclui a revista para adolescentes Flipside, é Dickon Ross.